# Pholcophora mexcala
Pholcophora mexcala är en spindelart som beskrevs av Willis J. Gertsch 1982. Pholcophora mexcala ingår i släktet Pholcophora och familjen dallerspindlar. Inga underarter finns listade i Catalogue of Life.